# Dieffenbachia fortunensis
Dieffenbachia fortunensis är en kallaväxtart som beskrevs av Thomas Bernard Croat. Dieffenbachia fortunensis ingår i släktet prickbladssläktet, och familjen kallaväxter. Inga underarter finns listade.